# 1849 en photographie
| Années de la photographie : 1846 - 1847 - 1848 - 1849 - 1850 - 1851 - 1852    |
| Décennies de la photographie : 1810 - 1820 - 1830 - 1840 - 1850 - 1860 - 1870 |

Cet article présente les faits marquants de l'année 1849 en photographie.

## Événements
- Le physicien écossais David Brewster perfectionne le stéréoscope de Charles Wheatstone en remplaçant les deux miroirs à 90° par des lentilles, prismatiques ou non, suivant le format des vues à observer[1].
- La société allemande Voigtländer fabrique le premier appareil photographique en métal du monde.
- Carl Kellner fonde à Wetzlar en Allemagne un institut d'optique pour développer et commercialiser des lentilles et des microscopes, qui deviendra l'entreprise Leitz (de), puis Leica, un fabricant d'appareils photographiques et d'optiques[2].
- Début de l'activité de l'entreprise photographique Southworth & Hawes à Boston[3].
- Bertha Beckmann, qui dirige un studio professionnel de photographie à Leipzig, en ouvre un autre à  New York qu'elle dirige jusqu'en 1851, date à laquelle elle le confie à son frère pour se consacrer à celui de Leipzig[4].

## Photographies notables

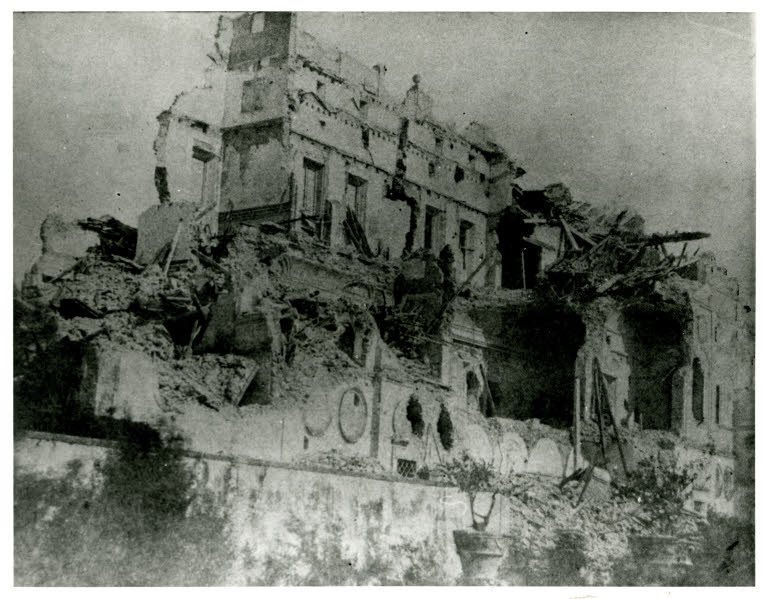
Stefano Lecchi, Ruines de la villa Il Vascello à Rome après les combats lors de l'expédition de Rome, avril 1849.

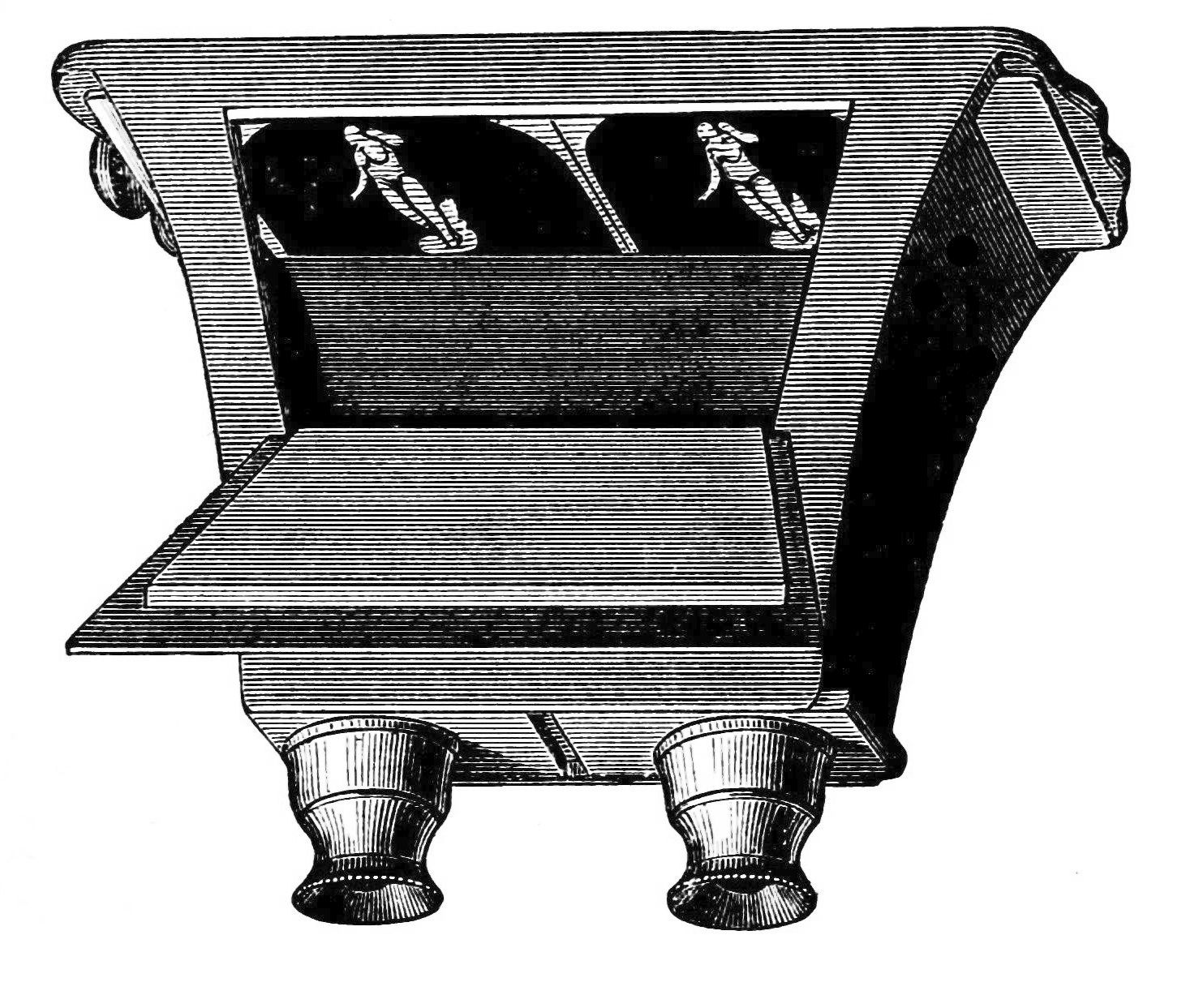
Stéréoscope de Brewster, gravure publiée dans le magazine Popular Science Monthly, 1882, vol. 21.

- 14 février : Mathew Brady réalise la première photographie d'un président des États-Unis pendant son mandat, James K. Polk[5],[6].
- avril : Stefano Lecchi photographie la ville de Rome occupée par l’armée française, un des premiers reportages de guerre, qui préfigure le photojournalisme ; c'est également le premier reportage photographique des événements politiques du Risorgimento[7],[8].
- John McCosh, chirurgien dans l'armée du Bengale (en), réalise une série de photographies de la Seconde guerre anglo-sikhe[9].

## Études, essais, articles
- Henry Hunt Snelling (en), The History and Practice of the Art of Photography, or the Production of pictures through the agency of light, New York, G. P. Putnam, VII-139 p. : c'est le premier ouvrage consacré à la photographie publié aux États-Unis.

## Naissances
- 20 janvier : Otto Wegener, photographe français d'origine suédoise, actif à Paris, mort le 4 février 1924.
- 27 janvier : François Brunery, photographe italien, mort le 10 août 1926.
- 30 janvier : Hyacinthe Fourtier, militaire français, photographe de l'armée et auteur d'ouvrages techniques relatifs à la photographie, mort le 29 décembre 1894.
- 13 mars : F. W. Micklethwaite, photographe canadien, mort le 5 décembre 1925.
- 17 mars : Romualdo Moscioni, photographe italien, spécialisé dans la photographie d'archéologie et d'architecture, mort le 7 juillet 1925.
- 23 avril : Wojciech Piechowski, peintre et photographe polonais français, mort le 13 novembre 1911.
- 3 mai : Jacob Riis, journaliste et photographe danois installé aux États-Unis, mort le 26 mai 1914.
- 7 septembre : Ina Liljeqvist, photographe finlandaise, morte le 6 février 1950.
- 19 novembre : Pierre Sayve, photographe français, mort le 13 janvier 1897.
- 20 novembre : Francisco Laporta Valor, photographe espagnol, mort en 1914.

## Décès
- 26 décembre : William Valentine (en), peintre et photographe canadien, né en 1798.